# Accellera
Accellera – organizacja, grupująca firmy zajmujące się automatyzacją procesu projektowania układów i systemów elektronicznych (EDA – Electronic Design Automation). Powstała w roku 2000 z połączenia Open Verilog International i VHDL International – organizacji opiekujących się popularnymi językami opisu sprzętu. Sprawuje opiekę nad wieloma istniejącymi standardami (VHDL, PSL itp.) oraz promuje nowe standardy (SystemVerilog, OVL). Współpracuje z innymi organizacjami o podobnym zakresie działalności (IEEE).